# Newtopia (Fernsehserie)
Newtopia (koreanischer Originaltitel: 뉴토피아) ist eine südkoreanische Serie, basierend auf dem Roman Influenza von Han Sang-woon. Die Premiere der Serie fand auf dem südkoreanischen Streamingdienst Coupang Play statt. Im deutschsprachigen Raum erfolgte die Erstveröffentlichung der Serie simultan zu Südkorea durch Prime Video.

## Handlung
Lee Jae-yoon und Kang Young-joo sind ein Paar und schlagen ein neues Kapitel in ihrem Leben auf. Lee Jae-yoon absolviert seinen Wehrdienst, während Kang Young-joo versucht, in ihrem neuen Job Fuß zu fassen. Doch die räumliche Trennung führt zu Problemen und mündet letztlich in der Trennung des Paares. Ihr Schicksal nimmt jedoch eine unerwartete Wendung, als ein Virus ausbricht, welches Menschen in Zombies verwandelt. Während die Straßen voller Zombies sind und eine Katastrophe die nächste jagt, begibt sich Kang Young-joo auf die lebensgefährliche Suche nach Lee Jae-yoon, da sie immer noch Gefühle füreinander haben. Doch die beiden sehen sich zahlreichen Gefahren und Hindernissen gegenüber, die letztlich die Frage aufwerfen, ob die beiden und ihre Liebe zueinander diese Apokalypse überleben können.

## Besetzung und Synchronisation
Die deutschsprachige Synchronisation entstand nach den Dialogbüchern von Brian Sommer und Felix Strüven sowie unter der Dialogregie von Arlette Stanschus durch die Synchronfirma Deluxe Media in Hamburg.
| Rolle           | Schauspieler       | Synchronsprecher       |
| --------------- | ------------------ | ---------------------- |
| Lee Jae-yoon    | Park Jeong-min     | Jörn Linnenbröker      |
| Kang Young-joo  | Jisoo              | Malin Steffen          |
| Aaron Park      | Kim Jun-han        | Matthias Klimsa        |
| Ra In-ho        | Im Sung-jae        | Tim Kreuer             |
| Kim Young-man   | Kim Sang-heun      | Jesse Grimm            |
| Sung Tae-shik   | Lee Hak-joo        | Johannes Semm          |
| Seo Jin-wook    | Kang Young-seok    | Jonas Minthe           |
| Tripeater       | Tang Jun-sang      | Lino Kelian            |
| Kwak Gye-young  | Bin Chan-uk        | Flemming Stein         |
| Oh Soo-jeong    | Hong Seo-hui       | Maria Wardzinska       |
| Jeon Hyung-bae  | Park Kang-sub      | Ivo Möller             |
| Park Sung-wook  | Kwon Seung-woo     | Frank Jordan           |
| Hwang Kyung-sik | Kim Jeong-jin      | Julian-Elias Henneberg |
| Kyung-soon      | Shin Mi-young      | Kristina von Weltzien  |
| Choi Chul-woo   | Lee Joon-young     | Brian Sommer           |
| Jung Tae-hwa    | Lee Joo-won        | Christos Topulos       |
| Park Eun-chae   | Lee Cho-hee        | Julia Casper           |
| Paolo           | Justin John Harvey | David Berton           |

## Episodenliste
| Nr. | Deutscher Titel | Originaltitel | Erstveröffentlichung (Südkorea) | Deutschsprachige Erstveröffentlichung (D/A/CH) |
| --- | --------------- | ------------- | ------------------------------- | ---------------------------------------------- |
| 1   | EP01.           | 1화           | 7. Feb. 2025                    | 7. Feb. 2025                                   |
| 2   | EP02.           | 2화           | 7. Feb. 2025                    | 7. Feb. 2025                                   |
| 3   | EP03.           | 3화           | 14. Feb. 2025                   | 14. Feb. 2025                                  |
| 4   | EP04.           | 4화           | 21. Feb. 2025                   | 21. Feb. 2025                                  |
| 5   | EP05.           | 5화           | 28. Feb. 2025                   | 28. Feb. 2025                                  |
| 6   | EP06.           | 6화           | 7. März 2025                    | 7. März 2025                                   |
| 7   | EP07.           | 7화           | 14. März 2025                   | 14. März 2025                                  |
| 8   | EP08.           | 8화           | 21. März 2025                   | 21. März 2025                                  |